# Sergio Gori
Sergio Gori (Milán, 24 de febrero de 1946 - Sesto San Giovanni, 5 de abril de 2023) fue un futbolista italiano. Se desempeñaba en la posición de delantero.

## Selección nacional
Fue internacional con la selección de fútbol de Italia en tres ocasiones. Debutó el 14 de junio de 1970, en un encuentro ante la selección de México que finalizó con marcador de 4-1 a favor de los italianos.

### Participaciones en Copas del Mundo
| Mundial                        | Sede   | Resultado  |
| ------------------------------ | ------ | ---------- |
| Copa Mundial de Fútbol de 1970 | México | Subcampeón |

## Clubes
| Club              | País   | Año       |
| ----------------- | ------ | --------- |
| Inter de Milán    | Italia | 1964-1966 |
| Vicenza Calcio    | Italia | 1966-1968 |
| Inter de Milán    | Italia | 1968-1969 |
| Cagliari Calcio   | Italia | 1969-1975 |
| Juventus F. C.    | Italia | 1975-1977 |
| Hellas Verona     | Italia | 1977-1978 |
| A. C. Sant'Angelo | Italia | 1978-1979 |

## Palmarés

### Campeonatos nacionales
| Título  | Club            | País   | Año     |
| ------- | --------------- | ------ | ------- |
| Serie A | Inter de Milán  | Italia | 1964-65 |
| Serie A | Inter de Milán  | Italia | 1965-66 |
| Serie A | Cagliari Calcio | Italia | 1969-70 |
| Serie A | Juventus F. C.  | Italia | 1976-77 |

### Campeonatos internacionales
| Título                | Club           | País   | Año     |
| --------------------- | -------------- | ------ | ------- |
| Copa Intercontinental | Inter de Milán | Italia | 1964    |
| Liga de Campeones     | Inter de Milán | Italia | 1964-65 |
| Copa Intercontinental | Inter de Milán | Italia | 1965    |
| Copa de la UEFA       | Juventus F. C. | Italia | 1976-77 |